# Pontevedra (Gerichtsbezirk)
Der Gerichtsbezirk Pontevedra ist einer der 13 Gerichtsbezirke in der Provinz Pontevedra.
Der Bezirk umfasst 5 Gemeinden auf einer Fläche von 565,56 km² mit dem Hauptquartier in Pontevedra.

## Gemeinden
| Gemeinde                  | Einwohner (2024) | Fläche km² | Dichte Einw./km² | Cod INE | Postleitzahl |
| ------------------------- | ---------------- | ---------- | ---------------- | ------- | ------------ |
| Cerdedo-Cotobade          | 5.705            | 214,59     | 27               | 36902   | 36130, 36895 |
| A Lama                    | 2.515            | 111,76     | 23               | 36025   | 36830        |
| Poio                      | 17.425           | 33,93      | 514              | 36041   | 36994        |
| Ponte Caldelas            | 5.580            | 87,00      | 64               | 36043   | 36820        |
| Pontevedra                | 83.077           | 118,28     | 702              | 36038   | 36000        |
| Gerichtsbezirk Ponteareas | 114.302          | 565,56     | 202              | –       | –            |